# Костешти (Васлуј)
Костешти (рум. Costeşti) насеље је у Румунији у округу Васлуј у општини Костешти. Oпштина се налази на надморској висини од 184 m.

## Становништво
Према подацима из 2002. године у насељу је живело 3204 становника, од којих су сви румунске националности.

### Хронологија
| Година       | 1992 | 1993 | 1994 | 1995 | 1996 | 1997 | 1998 | 1999 | 2000 | 2001 | 2002 | 2003 | 2004 | 2005 | 2006 | 2007 | 2008 | 2009 | 2010 | 2011 | 2012 | 2013 | 2014 | 2015 | 2016 | 2017 |
| ------------ | ---- | ---- | ---- | ---- | ---- | ---- | ---- | ---- | ---- | ---- | ---- | ---- | ---- | ---- | ---- | ---- | ---- | ---- | ---- | ---- | ---- | ---- | ---- | ---- | ---- | ---- |
| Становништво | 3661 | 3589 | 3552 | 3509 | 3410 | 3368 | 3330 | 3335 | 3315 | 3280 | 3248 | 3194 | 3202 | 3162 | 3127 | 3113 | 3092 | 3082 | 3070 | 3070 | 3053 | 3029 | 3000 | 2951 | 2921 | 2870 |